# Cryptocarya transvaalensis
Cryptocarya transvaalensis là loài thực vật có hoa trong họ Nguyệt quế. Loài này được Burtt Davy miêu tả khoa học đầu tiên năm 1922.